# Carlos Brown
Carlos Ramón Brown (n. 29 de agosto de 1945) es un abogado y político argentino perteneciente al Partido Justicialista, ex intendente del Partido de General San Martín, en la zona norte del Gran Buenos Aires, desde el 10 de diciembre de 1987 hasta el 10 de diciembre de 1991.

## Trayectoria
Recibido de abogado en el año 1968, entre los años 1974 y 1978 fue Secretario General del Colegio de Abogados de San Martín. De 1980 a 1988, Brown ocupó el cargo de Conjuez de Primera Instancia del Departamento Judicial de San Martín.

### Política
Fue elegido intendente del municipio de San Martín en el año 1987, cargo que desempeñó hasta 1991.
Fue precandidato a Gobernador de la Provincia de Buenos Aires en 1991, resultando derrotado en la interna peronista frente al Vicepresidente de la Nación, Eduardo Duhalde.
Fue Ministro de Producción y Empleo de la Provincia de Buenos Aires bajo el mandato de Eduardo Duhalde entre los años 1991 y 1997. Renunciando a este para convertirse en Secretario de Seguridad en el año 1997; y luego nuevamente Ministro de Producción y Empleo, de 1998 a 1999.
Aspiró a un nuevo período al frente de la intendencia municipal del Partido de General San Martín postulando su candidatura en las elecciones generales de 1999, siendo derrotado por Ricardo Ivoskus, candidato de la Alianza UCR-FREPASO, quién ejerció el cargo hasta 2011.
Se desempeñó como diputado Nacional por la Provincia de Buenos Aires luego de ser electo en el año 2001. Durante ese período fue presidente de dos comisiones (Comisión de Economía y Desarrollo Regional de 2001 a 2002, y de la Comisión de Industria de 2003 a 2005).
En las elecciones generales de 2007 fue candidato a vicegobernador de la Provincia de Buenos Aires por la alianza Sociedad Justa, que postuló al exministro de Economía de Eduardo Duhalde y Néstor Kirchner, Roberto Lavagna, a la presidencia. En las elecciones generales del 23 de octubre de 2011 fue elegido Diputado Nacional por la Provincia de Buenos Aires por el Frente Popular.
En las Elecciones de 2011 es nuevamente electo diputado nacional por la Provincia de Buenos Aires, siendo presidente del Bloque Fe y vicepresidente primero de la Comisión de Recursos Naturales y ambiente humano de la Cámara de Diputados de la Nación. Finalizó su mandato en el año 2015.
Tras la salida del intendente Gabriel Katopodis del Frente Renovador, Carlos Brown aceptó la precandidatura a intendente de General San Martín para las elecciones PASO 2015 que se realizaron el 9 de agosto. Carlos Brown (UNA) quedó en tercer lugar con 18,2 %. Otro ex Intendente Ricardo Ivoskus (Cambiemos) quedó segundo con el 34,7 % y Gabriel Katopodis (FPV) se consagró nuevamente como Intendente con el 39,8 % hasta 2019.
En 2020, bajo la presidencia de Alberto Fernández, Brown fue designado como integrante del directorio del BICE (Banco de Inversión y Comercio Exterior), cuya presidencia recayó en el dirigente industrial José Ignacio de Mendiguren

### Actividad Partidaria
Fue en diversas oportunidades Congresal Provincial y Nacional del Partido Justicialista, y Presidente del Partido Justicialista de Gral. San Martín. 
Es uno de los miembros fundadores y actual presidente del Movimiento Productivo Argentino, del cual Eduardo Duhalde ejerce la presidencia honoraria.

## Actividad televisiva
Conduce desde 2011 el programa "El Estado que Viene" que se emite los viernes a las 23 por canal Rural.